# Kornelówka (województwo lubelskie)
Kornelówka – wieś w Polsce położona w województwie lubelskim, w powiecie zamojskim, w gminie Sitno. 
| SIMC    | Nazwa       | Rodzaj    |
| ------- | ----------- | --------- |
| 0898136 | Chabrosówka | część wsi |

W latach 1975–1998 miejscowość administracyjnie należała do województwa zamojskiego.
Wieś jest sołectwem w gminie Sitno. Według Narodowego Spisu Powszechnego z roku 2011 wieś liczyła 439 mieszkańców. 
Wierni Kościoła rzymskokatolickiego należą do parafii Matki Bożej Częstochowskiej w Czołkach. We wsi znajdują się: kościół filialny, szkoła, przedszkole, ochotnicza straż pożarna oraz dwa sklepy spożywcze. 

## Historia
Według Słownika geograficznego Królestwa Polskiego z roku 1883 Kornelówka stanowiła folwark w powiecie zamojskim, gminie Zamość, parafii Sitaniec. Folwark ten oddalony o 11 wiorst od Zamościa, położony między lasami, stanowił około roku 1883 własność Kornelego Malczewskiego, posiadał 769 mórg powierzchni, gleba w nim była urodzajna, pszenna. Zabudowania mieszkalne stanowiły 2 domy zamieszkałe przez 20 mieszkańców. Prowadzona była hodowla owiec w ramach stada owiec cienkorunnych w liczbie 400 sztuk. Obszar folwarku stanowiły: grunty orne i ogrody mające mórg 448, łąki mające mórg 120, las mający mórg 200, nieużytki i place mające mórg 9. W folwarku znajdowały się drewniane budynki gospodarcze w liczbie 11. Płodozmian w uprawach był czteropolowy. W okolicy znajdowały się pokłady torfu, kamienia wapiennego i budulcowego, folwark ten w roku 1874 został oddzielony od dóbr Sitno.

## Turystyka

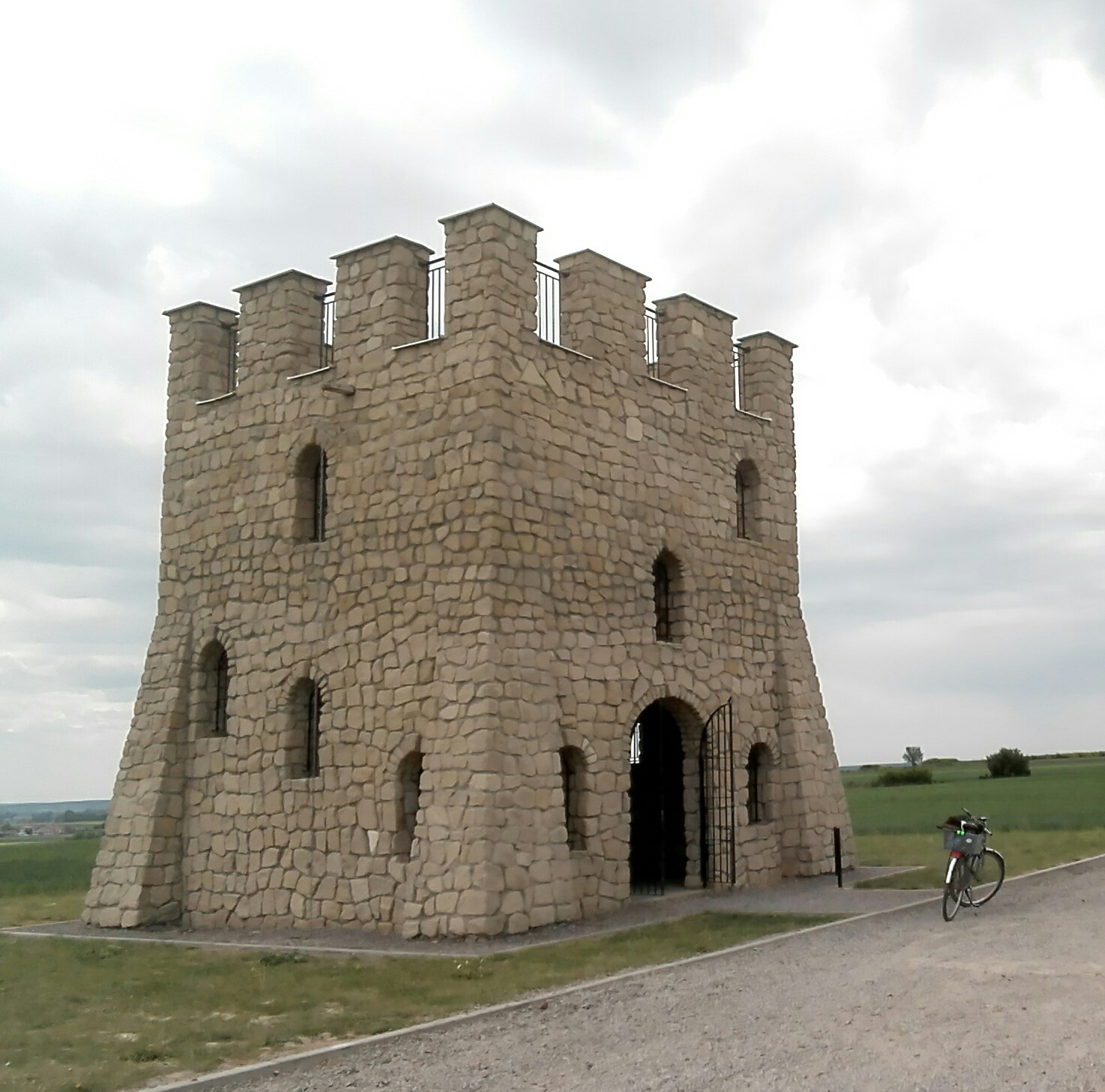
Wieża widokowa w Kornelówce

W 2014 r. na wzgórzu położonym na północ od Kornelówki (272 m n.p.m.) wybudowano wieżę widokową o wysokości 8,15 m (taras widokowy na wysokości 6,45 m). Rozciąga się z niej widok na okolicę, między innymi Padół Zamojski z Zamościem oraz Skierbieszowski Park Krajobrazowy.